# 리도베 노비니

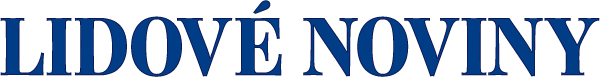

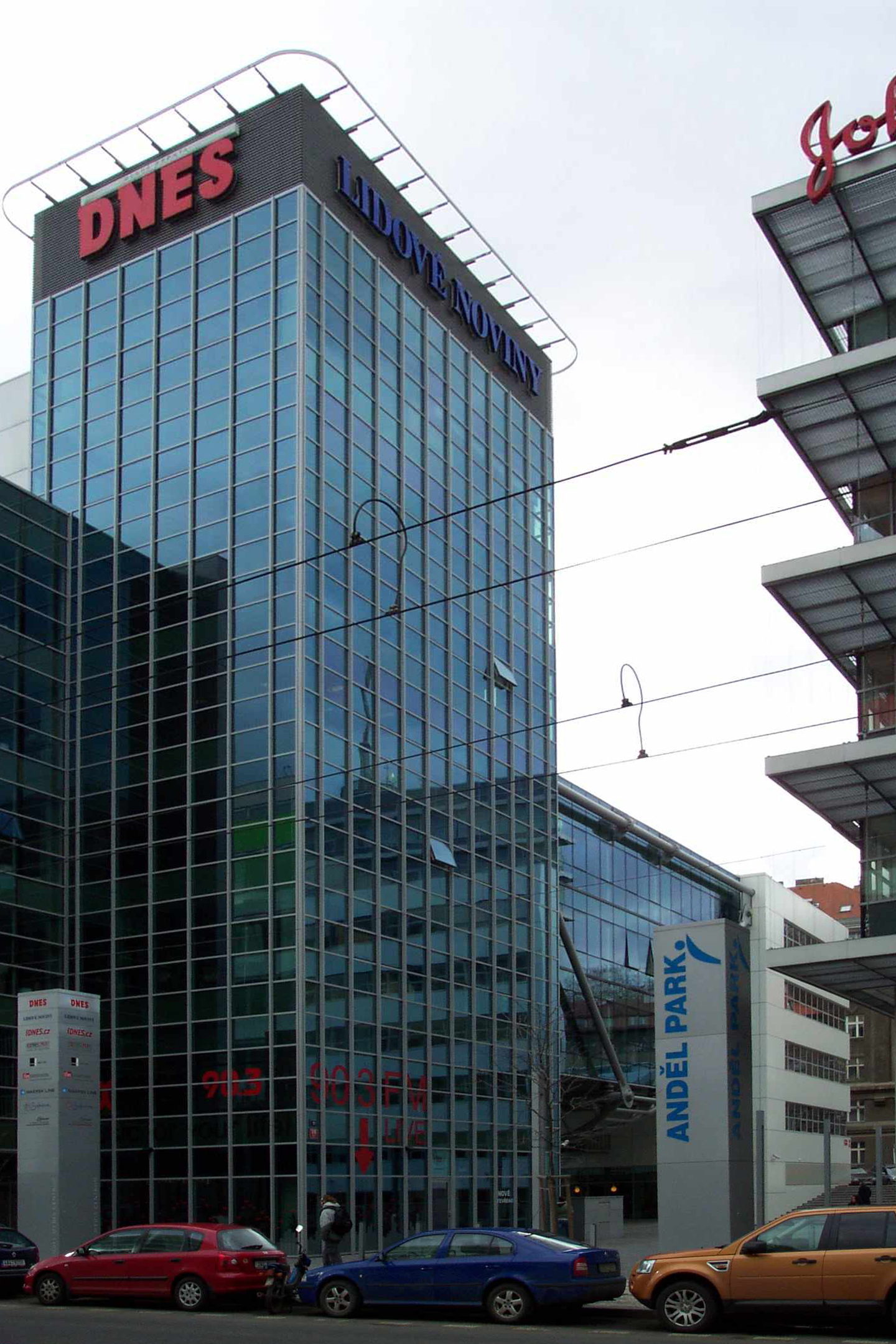
리도베 도미니가 위치한 건물.

리도베 노비니(체코어: Lidové noviny ‘민중 신문’[*])는 1893년 오스트리아-헝가리 제국의 브르노 (현재는 체코의 제2도시)에서 만들어진 신문으로 당시 체코어로 작품 활동을 했던 문필가들의 글을 실었다. 제2차 세계 대전이 시작되기 전까지 매우 중요한 신문이었으나 전쟁 기간 중에는 발행되지 않았다. 1948년 공산 혁명 이후에 다시 나오다가 결국 1952년에 정간되었다. 1987년 불법적으로 새롭게 발행되기 시작하고 1989년 합법화되었다.

## 같이 보기
- 미디어 소유 구조의 집중화